# Petre Stoica (inginer)
Petre (Peter) Stoica (n. 23 iulie 1949, Râmnicu Vâlcea, România) este profesor la universitatea din Uppsala, Suedia, membru de onoare al Academiei Române, membru al Academiei Europene de Științe, membru internațional al Academiei de Inginerie a SUA  și membru al Academiei Regale Suedeze.